# Artemis Chasma
Artemis Chasma is een kloof op de planeet Venus. Artemis Chasma werd in 1982 genoemd naar Artemis, de godin van de jacht uit de Griekse mythologie.
De kloof heeft een diameter van 3087 kilometer en bevindt zich in het gelijknamige quadrangle Artemis Chasma (V-48). Artemis Chasma is bijna cirkelvormig en omsluit Artemis Corona grotendeels.